# Jordanfest

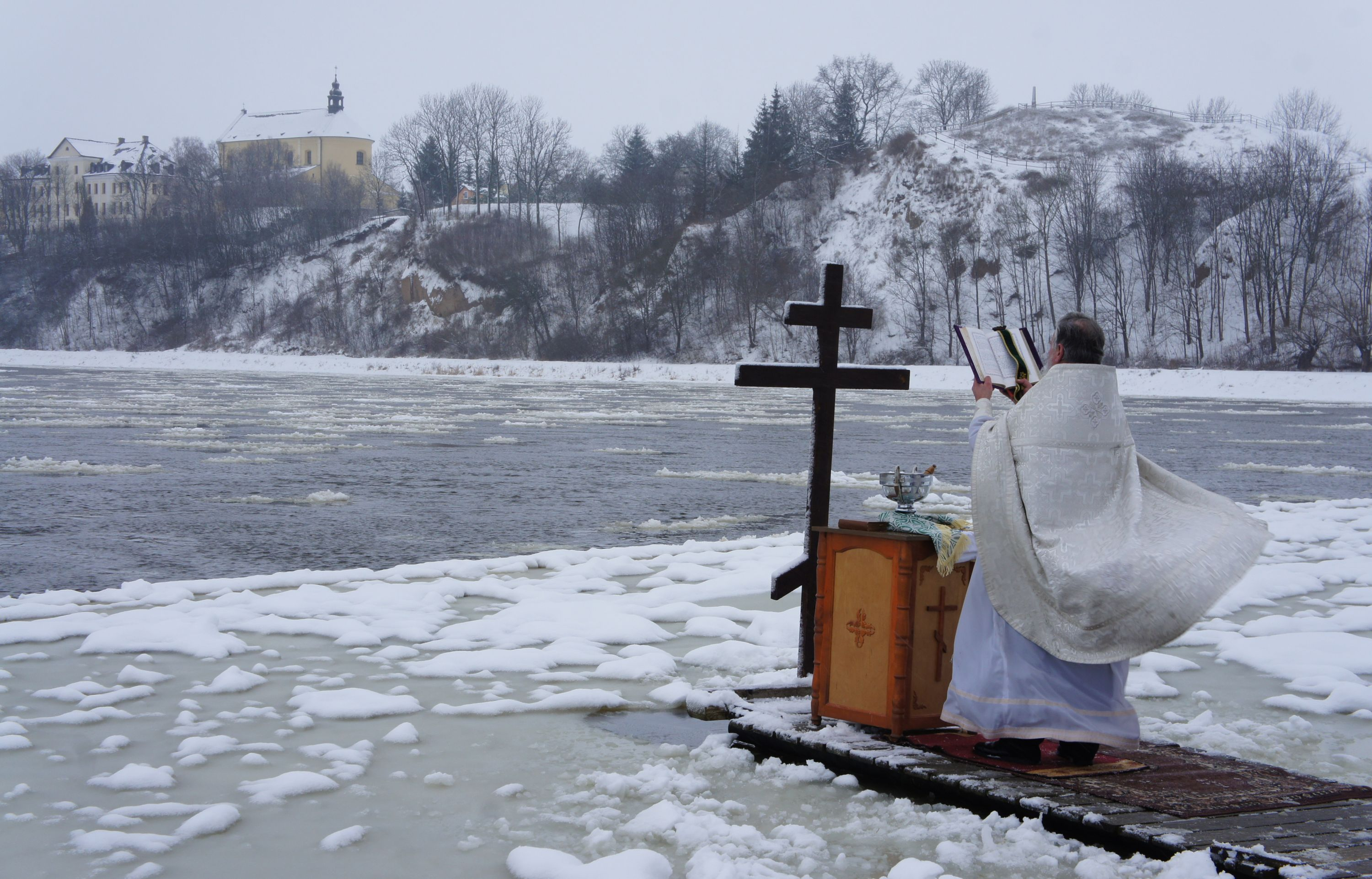
Jordanfest in Drohiczyn, 2018

Das Jordanfest ist ein osteuropäischer und polnischer Brauch am 19. Januar nach dem gregorianischen Kalender bzw. 6. Januar nach dem julianischen Kalender. 

## Geschichte und Bedeutung
Das Fest hat einen christlichen Ursprung und wird am Tag der Taufe des Herrn im Jordan bzw. am Tag der Erscheinung es Herrn. Es wird vor allem von der orthodoxen bzw. griechisch-katholischen Kirche begangen. Hierbei wird unter anderem das Wasser gesegnet, so zum Beispiel am San oder am Bug.